# Havasi partfutó
A havasi partfutó (Calidris alpina) a madarak (Aves) osztályának lilealakúak (Charadriiformes) rendjébe, ezen belül a szalonkafélék (Scolopacidae) családjába tartozó faj.

## Rendszerezése
A fajt Carl von Linné svéd természettudós, orvos és botanikus írta le 1758-ban, a Tringa nembe Tringa alpina néven. Besorolásuk vitatott, egyes rendszertani munkák az Ereunetes nembe sorolják Ereunetes alpin néven.

## Alfajai
- Calidris alpina actites Nechaev & Tomkovich, 1988
- Calidrisalpina alpina (Linnaeus, 1758)
- Calidris arctica (Schioler, 1922)
- Calidris arcticola (Todd, 1953)
- Calidris centralis (Buturlin, 1932)
- Calidris alpina hudsonia (Todd, 1953)
- Calidris alpina kistchinski Tomkovich, 1986
- Calidris alpina pacifica (Coues, 1861)
- Calidris alpina sakhalina (Vieillot, 1816)
- Calidris alpina schinzii (C. L. Brehm & Schilling, 1822)[2]

|  |

## Előfordulása
Az Eurázsia északi részén élő madarak Afrikába és Ázsia déli részére vonulnak, az Alaszkában és Kanadában élő egyedek Észak-Amerika déli részére költöznek.
A természetes élőhelye tundrák, tengerpartok, sós lagúnák és mocsarak, édesvizű tavak és mocsarak, valamint szántóföldek és legelők. Vonuló faj.

### Kárpát-medencei előfordulása
Magyarországon  rendszeres vendég, nagyszámú tavaszi és őszi átvonuló.

## Megjelenése
Átlagos testhossza 16-22 centiméter, szárny fesztávolsága 33–40 centiméteres, testtömege 33–85 gramm. 
Nászidőszakban a hasán nagy fekete folt található, télen barnásszürke. Feje, háta és szárnyai világosbarna, sötétebb mintázattal.
|  |  |

## Életmódja
Főleg rovarokkal, apró rákokkal, férgekkel és puhatestűekkel táplálkozik, de apró magvakat is fogyaszt.

## Szaporodása
Tundrákon, tengerpartokon, lápokon fészkel. Fészekalja 4 tojásból áll, melyen 21-22 napig kotlik.
|  |

## Természetvédelmi helyzete
Az elterjedési területe rendkívül nagy, egyedszáma viszont csökkenő, de még nem éri el a kritikus szintet. A Természetvédelmi Világszövetség Vörös listáján nem fenyegetett fajként szerepel. Magyarországon védett, természetvédelmi értéke 25 000 forint.